# 2910 Yoshkar-Ola
2910 Yoshkar-Ola eller 1980 TK13 är en asteroid i huvudbältet som upptäcktes den 11 oktober 1980 av den rysk-sovjetiske astronomen Nikolaj Tjernych vid Krims astrofysiska observatorium på Krim. Den har fått sitt namn efter den då sovjetiska staden Josjkar-Ola.
Asteroiden har en diameter på ungefär 4 kilometer.